# Basketpc
Basketpc.com  es un videojuego en línea gratuito. Fue creado en España en noviembre de 2006. Es un mánager de baloncesto en línea gratuito en el que puedes controlar tu propio club de baloncesto desde el aspecto económico hasta el deportivo, incluso puedes llegar a ser seleccionador de la selección de tu país. Actualmente cuenta con 480 ligas divididas entre 32 países y con más de mil usuarios. Se juega Liga Regular, play-off, copa nacional, champions, international cup. También puedes ser seleccionador de una de las 32 selecciones nacional y jugar el mundial absoluto o el mundial sub-23.
En Basketpc puedes planificar tu partido, convocar a los jugadores, preparar los quintetos y las tácticas e incluso podrás sacar tus rookies que tu previamente habrás moldeado para ser una estrella de la selección y de tu club.
Además, tienes gran variedad de opciones para comprar en el mercado de fichajes a la hora de buscar jugadores, por ejemplo: altuta, edad, posición, habilidades, etc.

## Mundial de Basketpc
| País           | Campeón | Subcampeón |
| Francia        | 4       | 0          |
| Alemania       | 3       | 2          |
| Inglaterra     | 3       | 2          |
| Estados Unidos | 2       | 4          |
| Japón          | 2       | 3          |
| Grecia         | 2       | 2          |
| Italia         | 2       | 1          |
| España         | 2       | 0          |
| Venezuela      | 1       | 2          |
| Brasil         | 1       | 1          |
| Argentina      | 1       | 0          |
| Senegal        | 1       | 0          |
| Canadá         | 1       | 0          |
| Serbia         | 1       | 0          |
| Sudáfrica      | 1       | 0          |
| Portugal       | 1       | 0          |
| Rusia          | 0       | 3          |
| Corea del Sur  | 0       | 2          |
| Lituania       | 0       | 2          |
| Eslovenia      | 0       | 1          |
| Israel         | 0       | 1          |